# Акбар I Великий
Абу́ль-Фатх Джалалудди́н Муха́ммад Акба́р (урду جلال الدین اکبر‎, араб. جلال الدين أبو الفتح محمد أكبر‎, хинди जलालुद्दीन मुहम्मद अकबर), более известный как Акба́р Вели́кий (14 октября 1542, Умеркот — 17 октября 1605, Фатехпур-Сикри) — государственный деятель, третий император (падишах) Империи Великих Моголов, внук основателя династии Великих Моголов в Индии Бабура. Акбар укрепил могущество Могольской династии, путём завоеваний значительно расширил границы государства. К концу его правления в 1605 году империя Великих Моголов охватывала бо́льшую часть Северной и Центральной Индии. Осуществил ряд крупных государственных, военных, религиозных реформ. При Акбаре Великом достигли своего расцвета культура и искусство Индии.

## Ранние годы
Акбар родился 14 октября 1542 года (4 раджаба 949 г. х.) в раджпутской крепости Умеркот, в Синде (ныне провинция Пакистана). Его отцом был падишах Хумаюн, а матерью — Хамида Бану Бегум, дочь шиитского шейха Али Акбара Джами, потомка арабского сподвижника пророка Мухаммеда. После взятия Кабула Хумаюном Акбару дали новое имя Джалалуддин Мухаммад Хумаюн.
После поражений от Шер-шаха при Чауса (1539) и под Канауджем (1540) Хумаюн оставил Дели и бежал ко двору сефевидского шаха. В ноябре 1551 года в Джаландхаре Акбар женился на своей двоюродной сестре Рукийа Султан-бегум. Принцесса Рукийа была единственной дочерью его дяди Мухаммада Хиндал-мирзы и стала его первой и главной женой.
После смерти сына Шер-шаха, Ислам-шаха, Хумаюну удалось отвоевать в 1555 году Дели, собрав с помощью персидского шаха войско. Несколько месяцев спустя Хумаюн умер и опекуну Акбара, Байрам-хану, пришлось скрывать смерть падишаха для того, чтобы подготовиться к возведению на трон Акбара. 14 февраля 1556 года 13-летний Акбар был провозглашён шахиншахом (перс. «Царь царей»). До достижения Акбаром совершеннолетия страной правил регент Байрам-хан.

## Начало правления
Взойдя в 1556 году на трон, через четыре года Акбар изгнал Байрам-хана и подавил ряд мятежей (в частности Баз Бахадура в Мальве), в том числе с участием своего брата Хакима в 1579 году. В ноябре 1556 года он нанёс поражение индуистскому падишаху Хему во второй битве при Панипате. Акбару потребовалось почти два десятилетия для того, чтобы укрепить свою власть и подчинить непокорных правителей Северной и Центральной Индии (Раджпутана, Гуджарат, Бенгалия и Кашмир). Для укрепления своего положения Акбар женился на принцессе раджпутов.Он позволил раджпутам организовать местную автономию при условии ежегодной выплаты дани и поставки необходимого числа людей для армии. Таким образом Акбар имел возможность сохранить лояльность раджпутов, чьи войска можно было использовать для последующих завоеваний.
Акбар навёл порядок в сборе податей и налогов и, как и его дед Бабур, способствовал развитию торговли. В 1574 году, завершив в основном территориальное формирование государства, Акбар приступил к проведению внутренних реформ.

## Реформы
Целью реформ было создание централизованного государства на основе справедливого и равного отношения ко всем населяющим его народам. В первую очередь он усилил контроль за армией, введя систему рангов (мансабов), провёл новое административное деление государства, установил единую систему налогообложения (в денежной, а не натуральной форме). Налоговая реформа имела в своём основании строжайший учёт, не позволяющий чиновникам утаивать и расхищать значительную часть сборов. Одновременно с этим было предусмотрено невзимание налогов при неурожае и голоде, выдача ссуд деньгами и зерном. Акбар отменил налоги на немусульман (джизью) и унизительную для индусов подушную подать. Во всей империи была введена единая система мер и весов, а также единый солнечный календарь, основанный на данных таблиц Улугбека. Огромное значение падишах придавал развитию торговли, которую завязал даже с европейцами. Стремясь расширить господство Могольской империи в Индии и привлечь на свою сторону индусское общество, Акбар активно привлекал индусских раджей на важные посты в государстве и армии.

### Культура и искусство
Акбар зарекомендовал себя как покровитель наук, искусства и архитектуры. Исходя из принципа веротерпимости, он собрал вокруг своего престола лучших учёных, поэтов, музыкантов и художников, придерживавшихся разных вероисповеданий. В период правления Акбара была создана школа живописи, а стены его дворцов были украшены фресками. Благодаря ему была собрана богатейшая библиотека, насчитывающая более 24 тысяч томов. В 1569 году вблизи Агры началось строительство новой столицы Фатехпур-Сикри — «города Победы».
Ближайшими сподвижниками Акбара были способные и образованные визири: мусульманин Абу-л Фазл (1551—1602), говоривший на многих языках и оставивший исторические записки о правлении падишаха «Акбарнаме», а также индус-брахман Бирбал (1528—1586), мудрые поступки и афоризмы которого запечатлелись в сборниках народных анекдотов, ставших неотъемлемой частью индийского фольклора.
Сам Акбар перевёл несколько произведений с персидского на санскрит и с санскрита на персидский.

### Религия
В первые годы своего правления Акбар проявлял нетерпимость по отношению к индуизму и другим религиям. Однако впоследствии он стал более терпимым, упразднил некоторые положения шариата и разрешил свободное вероисповедание всех религий. Акбар проявлял большой интерес к религиям, включая христианство, о котором ему рассказывали Родольфо Аквавива, Антони де Монсеррат и другие католические миссионеры. Акбар выделял земли и средства для строительства не только мечетей, но и индуистских храмов в Северной и Центральной Индии, а также христианских церквей в Гоа.
С 1582 года он пытался утвердить в стране новое мистическое вероучение, которое назвал дин-и иллахи («божественная вера»), разработанное вместе с Абу-л Фазлом и представлявшее собой сочетание элементов индуизма, зороастризма, ислама и отчасти христианства. Акбар говорил: «Лишь та вера истинна, которую одобряет разум» и «Многие глупцы, поклонники традиций, принимают обычай предков за указание разума и тем самым обрекают себя на вечный позор».
В 1580—1582 годах вспыхнуло восстание крупных феодалов против проводимых Акбаром религиозных реформ. Как итог борьбы звучат слова Акбара: «Счастлив, ибо мог прилагать в жизни священное Учение, мог дать довольство народу и был оттенён большими врагами». Последние годы его жизни были омрачены придворными интригами и заговорщической деятельностью сына Салима. Умер Акбар в 1605 году, престол унаследовал Салим под именем Джахангира.

### Календарь
Акбар ввёл так называемую эру Фазли — одну из последних исторических эр в Индии. Она использовалась только в официальных документах. Началом эры является 10 сентября 1550 года.

### Военные реформы
Акбар был очень искусным полководцем, за что его сравнивали с Александром Македонским. За его непобедимость на полях сражений ему был присвоен эпитет «Великий». Система рангов (мансабов), введённая Акбаром, усилила контроль за армией и сохранялась с некоторыми изменениями до конца существования империи. В армии моголов появились пушки, фортификационные сооружения и боевые слоны. Акбар проявлял интерес к мушкетам и использовал их во время различных конфликтов. Для приобретения огнестрельного оружия и артиллерии он обращался за помощью к османским султанам и европейцам, особенно португальцам и итальянцам. По количеству огнестрельного оружия армия Акбара превосходила армии соседних государств, в результате чего термин «империя огнестрельного оружия» часто используется учёными и историками в отношении империи Великих Моголов в Индии.

### Административные реформы
Акбар реформировал систему центрального правительства, которая действовала со времён Делийского султаната.
Финансовый отдел возглавлял вазир, который отвечал также за управление земель.
Верховный военачальник назывался мир бахши, который назначался из числа приближённых эмиров.
Мир саман ведал императорским двором, в том числе гаремами, а также контролировал работу двора и королевских телохранителей.
Судебная власть была отдельной организацией, возглавляемой главным кази, который также отвечал за религиозные верования и обычаи.

### Реформы налогообложения
В первые же годы своего правления Акбар провёл налоговую реформу, установил для крестьян величину налога, равную одной трети урожая, и отменив должности откупщиков. Теперь крестьяне отдавали налог прямо государству. Кроме того, налог собирался не со всего владения, а только с обрабатываемого участка. В центральной части страны Акбар перевёл крестьян с натурального налога на денежный, но от этого их положение лишь ухудшилось, так как цены на продовольствие были низкие и крестьянам всё равно пришлось бы обращаться к ростовщикам.
После налоговых реформ, проведенных в 1582 году Тодар Малом, в Могольской империи существовали три основных типа налогов: галлэбахш, забти и насак.

### Денежная реформа
Акбар реформировал традицию чеканки монет, которая открыла новую главу в нумизматике Индии. Монеты Акбары были с декоративными цветочными мотивами, точечной окантовкой, четырехлистником и другими типами. Они имели как круглую, так и уникальную ромбовидную форму (мехраб). Золотая монета Акбара портретного типа (Мохур) обычно приписывается его сыну, принцу Салиму (впоследствии императору Джахангиру), который устроил мятеж, а затем искал примирения, отчеканив и подарив своему отцу золотые Мохуры с портретом Акбара.

## Завоевания
К началу царствования Акбара владения Великих Моголов включали лишь область вокруг Агры и Дели, восточную часть Пенджаба и район Кабула в Афганистане. К началу XVII века они охватывали всю Северную Индию и некоторые другие области. Большая часть завоеваний была произведена в первую половину царствования Акбара. Были завоеваны султанаты в Мальве и Гуджарате, мусульманские государства в Бенгалии, Синде и Кашмире. Были присоединены и раджпутские княжества, вассальную зависимость которых Акбар упрочил, пригласив их правителей и знать на свою службу. У персов был отвоеван Кандагар, и, таким образом, весь Восточный Афганистан оказался под властью Моголов. Акбар отнял у деканского султаната Ахмаднагар северную часть владений и положил конец независимому государству в Ориссе, существовавшему почти непрерывно в течение более полутора тысяч лет благодаря относительной географической изоляции. Особенно большое значение имело присоединение Гуджаратского султаната в Бенгалии, богатых, отличавшихся развитым ремесленным производством областей, ведших оживлённую морскую торговлю.

## Внешняя политика
Португалия
К началу правления Акбара португальцы создали несколько крепостей и заводов на западном побережье Индийского субконтинента. Они контролировали в этом регионе морскую навигацию и торговлю. В результате торговля стала зависеть от Португалии, что вызывало возмущение правителей и торговцев.
В 1572 году империя Великих Моголов нашла выход к морю. Акбар чувствуя угрозу, исходящую от португальцев, остался доволен получением картаза (разрешения) для плавания в Персидском заливе. Во время осады Сурата в 1572 году, португальцы, видя силу армии Великих Моголов, решили принять дипломатические меры. По просьбе Акбара они отправили его посла для установления дружеских отношений. Из-за неудачной попытки Акбара приобрести у португальцев артиллерийские орудия он не смог качественно вооружить свой флот.
Акбар признал власть португальцев в Индийском океане и вынужден был просить у них разрешения перед любым выходом корабля из порта, в том числе и для совершения паломничества в Мекку.
Османская империя
В 1555 году, когда Акбар был ещё ребёнком, османский адмирал Сейди Али-реис посетил империю Великих Моголов. Позже в 1569 году другой османской адмирал Куртоглу Хизир-реис прибыл на берега Империи Великих Моголов. Эти адмиралы стремились положить конец гегемонии Португальской империи в Индийском океане. Во время правления Акбара он направил шесть писем султану Сулейману Великолепному.
В 1576 году Акбар послал большую группу паломников во главе с Яхьёй Салехом с 600 000 золотыми и серебряными монетами, 12 000 кафтанами и крупной партией риса. В октябре 1576 года Акбар направил в Мекку делегацию, в числе которой были члены его семьи. Два корабля с паломниками из Сурат достигли порта Джидда в 1577 году. В период с 1577 по 1580, год было отправлено ещё четыре каравана с изысканными подарками для властей Мекки и Медины.
Моголы оставались в Хиджазе в течение почти четырёх лет, и четырежды приняли участие в хадже. Помимо этого, Акбар финансировал хадж бедных мусульман-дервишей суфийского тариката Кадырия. Возвратиться обратно в Сурат Моголам помогал османский паша в Джидде. В результате попыток Акбара установить присутствие Моголов в Хиджазе, местные шерифы могли быть уверены в финансовой поддержке со стороны Империи Великих Моголов и меньше зависеть от Османской империи.
Государство Сефевидов
Сефевиды и Моголы имели долгую историю дипломатических отношений. Сефевидский правитель Тахмасп I дал убежище Хумаюну, когда тот был вынужден был бежать из Индии под натиском Шер-шаха. В XVI и XVII веках Сефевиды и Османы вели борьбу за власть в Азии. Сефевиды отличались от Моголов и Османов тем, что они следовали шиитскому течению ислама, а Моголы и Османы — суннитскому. Сефевиды и Моголы боролись за контроль над городом Кандагар в Гиндукуше. Гиндукуш находился на границе между двумя империями и играл важную стратегическую роль. В течение первых двух десятилетий правления Акбара отношения между двумя империями были тёплыми, однако после смерти Тахмаспа в 1576 году в империи Сефевидов началась гражданская война и дипломатические отношения между двумя империями прекратились. Отношения были восстановлены через десять лет, когда на престол взошёл шах Аббас. После этого Акбар завершил захват Кабула и для укрепления северо-западных границ империи направил войска на Кандагар. 18 апреля 1595 года Кандагар сдался без сопротивления, а его правитель Музаффар Хусейн переехал в дворец Акбара. Кандагар продолжал оставаться под властью Великих Моголов на протяжении нескольких десятилетий, пока в 1646 году его не захватил Шах-Джахан. Дипломатические отношения между Сефевидами и Моголами продолжались до конца правления Акбара.

## Жёны и дети
От 30 жён и множества наложниц у падишаха Акбара родилось шесть сыновей и шесть дочерей, половина из которых умерли в раннем возрасте или во младенчестве:
- (с 1552) Шахзади Рукийа Султан-бегум Сахиба (1542—1626), главная жена падишаха, дочь шахзаде Мухаммада Хиндал-мирзы;
- наложница Биби Арам Бахш;
  - шахзаде Хасан-мирза (1564—1564);
  - шахзаде Хусайн-мирза (1564—1564);
- (с 1562) Мариам уз-Замани-бегум Сахиба (ум. 1623), урождённая Раджкумари Хира Кунвари Сахиба (Харша Бай), дочь раджи Дхундхара Бхармала, главная жена падишаха;
  - падишах Нурад-дин Мухаммад Джахангир (1569—1627);
  - шахзаде Султан Даниал-мирза (1572—1604), субадар Берара (1599—1604) и Хандеша (1601—1604), умер от белой горячки;
- жена Биби Салима Султан (ум. 1599);
  - шахзаде Султан Мурад-мирза (1570—1599), субадар Берара (1596—1599), умер от пьянства;
- ?
  - шахзаде Султан Хушру-мирза.

## Личность
Правление Акбара описано в книге «Акбар-наме», которая была написана придворным историографом Абу-л Фазлом. Акбар был известен как военачальник и правитель, любил охоту с гепардами, которые жили в зверинце при дворце и были выдрессированы самим Акбаром.
Акбар был невысокого роста, но крепко сложен и очень подвижен. Упоминается что он проявлял храбрость в битвах, но при этом редко проявлял жестокость.

## Смерть
3 октября 1605 года Акбар заболел дизентерией, от которой он не смог излечиться. 26 октября 1605 года Акбар умер. Его тело было погребено в мавзолее в местечке Сикандра (город Агра).
Через 70 лет после смерти Акбара Великого, в 1691 году, восставшие против Великих Моголов джаты ограбили могилу и разрушили мавзолей, построенный над ней. Останки самого Акбара были сожжены.

## Наследие
Акбар оставил после себя богатое наследие как для империи Великих Моголов, так и для Индийского субконтинента в целом. Он укрепил авторитет империи Великих Моголов в Индии и за её пределами, обеспечил военное и дипломатическое превосходство. В ходе его правления государство приобрело черты светского и либерального, с акцентом на культурную интеграцию. Он также представил несколько дальновидных социальных реформ, в том числе запрет сати, легализацию повторного брака для вдов и повышение возраста вступления в брак.
Журнал «Time» включил его имя в свой список «Топ 25 мировых лидеров».

## Акбар в культуре

### В литературе
- Смолл, Б. Дикарка Жасмин: роман / Бертрис Смолл; [пер. с англ.: А. Соколов, С. Соколова].- М.: АСТ, 1998.- 525, [3] с.: орнаменты.- (Шарм).- ISBN 5-237-01334-1
- Салман Рушди «Флорентийская чародейка» / «The Enchantress of Florence» (2008, рус. перевод 2009ISBN 978-5-367-01063-3)
- Алекс Ратфорд «Владыка мира»/ «Ruler of the World» (2011)
- Гербер Денис «Ангел, стоящий на солнце» (ISBN 978-5-4483-3385-9)
- Шри Чинмой «Могольские императоры»/ Sri Chinmoy «The Moghul Emperors», (2000), ISBN 978-966-427-044-8) (рус. перевод Архивная копия от 25 ноября 2017 на Wayback Machine.)

### В кинематографе
- Великий Могол (1960)
- Джодха и Акбар (2008)
- Джодха и Акбар: История Великой любви (сериал) (2013)

### В компьютерных играх
- В Age of Empires III: The Asian Dynasties Акбар представлен как лидер играбельной цивилизации Индии
- В Sid Meier’s Civilization V представлен как один из Великих Генералов